# Promozione Umbria 1952-1953
La Promozione fu il massimo campionato regionale di calcio disputato in Umbria nella stagione 1952-1953.

## Stagione

### Avvenimenti
La nuova massima categoria regionale presentava caratteristiche innovative, dato che pur essendo gestita dalle leghe regionali, a differenza del passato la formula del torneo era decisa direttamente dalla FIGC. A ciascun girone, che garantiva al suo vincitore la promozione in IV Serie a condizione di soddisfare le condizioni economiche richieste dai regolamenti, partecipavano sedici squadre, ed era prevista la retrocessione delle quattro peggio piazzate, anche se erano possibili aggiustamenti automatici per ripartire fra le appropriate sedi locali le squadre discendenti dalla IV Serie. Nel caso particolare, tuttavia, non essendo stata in grado la Lega Regionale Umbra di raccogliere sufficienti iscrizioni, per garantire comunque la regolarità di questo torneo a dodici squadre, si programmò la retrocessione dell'ultima classificata.

## Squadre partecipanti
| Squadra                   | Città (provincia) | Stagione 1951-52                                        |
| ------------------------- | ----------------- | ------------------------------------------------------- |
| U.S. Acquasparta          | Acquasparta (TR)  |                                                         |
| S.S. Enzo Andreanelli     | Ancona            | 15° in Prima Divisione Marche                           |
| A.S. Foligno              | Foligno (PG)      | 14° in Promozione Gir.L, retrocesso                     |
| S.E.F. F.lli Canonichetti | Assisi (PG)       | 1° in Prima Divisione Umbria Gir.A/2º nel girone finale |
| G.C.G. Grifo Perugia      | Perugia           | 3° in Prima Divisione Umbria Gir.A                      |
| A.S. Gubbio               | Gubbio (PG)       | 5° in Prima Divisione Umbria Gir.A                      |
| S.S. Maioliche Perugia    | Perugia           | 5° in Prima Divisione Umbria Gir.A                      |
| U.P. Narnese              | Narni (TR)        | 3° in Prima Divisione Umbria Gir.B/4º nel girone finale |
| U.S. Orvietana            | Orvieto (TR)      | 5° in Prima Divisione Umbria Gir.B                      |
| S.S. Ternana              | Terni             | 17° in Promozione Gir.L, retrocessa                     |
| S.S. Valerio Bacigalupo   | Terni             | 1° in Prima Divisione Umbria Gir.B/1º nel girone finale |
| S.S. Virtus Spoleto       | Spoleto (PG)      | 8° in Prima Divisione Umbria Gir.B                      |

## Classifica finale
|  | Pos. | Squadra              | Pt | G  | V  | N | P  | GF | GS | DR  |
|  | ---- | -------------------- | -- | -- | -- | - | -- | -- | -- | --- |
|  | 1.   | Foligno              | 37 | 22 | 16 | 5 | 1  | 69 | 18 | +51 |
|  | 2.   | Ternana              | 37 | 22 | 15 | 7 | 0  | 43 | 14 | +29 |
|  | 3.   | Gubbio               | 27 | 22 | 12 | 3 | 7  | 36 | 27 | +9  |
|  | 4.   | Orvietana            | 25 | 22 | 9  | 7 | 6  | 31 | 23 | +8  |
|  | 4.   | Virtus Spoleto       | 25 | 22 | 10 | 5 | 7  | 32 | 29 | +3  |
|  | 6.   | Narnese              | 22 | 22 | 8  | 6 | 8  | 40 | 26 | +14 |
|  | 6.   | Valerio Bacigalupo   | 22 | 22 | 10 | 2 | 10 | 31 | 34 | -3  |
|  | 8.   | Maioliche Perugia    | 18 | 22 | 8  | 2 | 12 | 26 | 42 | -16 |
|  | 9.   | F.lli Canonichetti   | 17 | 22 | 7  | 3 | 12 | 29 | 47 | -18 |
|  | 10.  | G.C.G. Grifo Perugia | 16 | 22 | 6  | 4 | 12 | 32 | 45 | -13 |
|  | 11.  | Acquasparta          | 10 | 22 | 4  | 2 | 16 | 19 | 46 | -27 |
|  | 12.  | Enzo Andreanelli     | 7  | 22 | 2  | 3 | 17 | 20 | 57 | -37 |

Legenda:

      Promossa in  IV Serie 1953-1954.
      Retrocessa in Prima Divisione Umbria 1953-1954.
Regolamento:

Due punti a vittoria, uno a pareggio, zero a sconfitta.
Note:

Il Foligno è stato promosso dopo aver vinto lo spareggio in campo neutro contro la ex aequo Ternana.

### Risultati

#### Spareggio promozione
|         | Risultati |         | Luogo e data            |
| ------- | --------- | ------- | ----------------------- |
| Foligno | 1-0 (dts) | Ternana | Perugia, 25 aprile 1953 |
|         |           |         |                         |